# Heptaloba
Heptaloba là một chi bướm đêm thuộc họ Pterophoridae.

## Các loài
- Heptaloba argyriodactylus (Walker, 1864): syn. Platyptilus argyriodactylus Walker, 1864, loài bản địa Sri Lanka.
- Heptaloba tanglong